# Сутра золотого блиску
Сутра золотого блиску (санскр. सुवर्णप्रभासोत्तमसूत्रेन्द्रराजसुवर्णप्रभासोत्तमसूत्रेन्द्रराज suvarṇaprabhāsottamasūtrendrarājaḥ IAST) — буддійський священний текст махаяни. Сутра була спочатку[коли?] написана в Індії на санскриті. В кінці VII століття китайський буддійський чернець Їцзін перевів її на китайську мову. Стала однією з найпопулярніших сутр махаяни всіх часів: існували монгольські, тибетські, согдійські, тюркські версії, варіант на хотаносакській мові, а також переписаний тангутським листом в державі Сі Ся.